# Кара-Тумшук
Кара-Тумшук (кирг. Кара-Тумшук) — село в Кадамжайском районе Баткенской области Кыргызстана. Входит в состав айылного аймака Ак-Турпак.

## География
Село расположено в восточной части области, на правом берегу реки Сох, на расстоянии приблизительно 58 километров (по прямой) к западо-северо-западу от города Кадамжай, административного центра района. Абсолютная высота — 823 метра над уровнем моря.

## Население
Согласно оценочным данным Национального статистического комитета Кыргызской Республики, численность населения села на начало 2023 года составляла 254 человека.
| год     | 2009 | 2014 | 2015 | 2020 | 2021 | 2023 |
| ------- | ---- | ---- | ---- | ---- | ---- | ---- |
| человек | 447  | 258  | 224  | 238  | 245  | 254  |